# Akademischer Ruderclub Rhenus Bonn
Der Akademische Ruderclub Rhenus Bonn ist die älteste der deutschen Ruderverbindungen und wurde 1890 auf Anregung Kaiser Wilhelm II. gegründet. Der Ruderclub ist eine nicht-schlagende und farbenführende Studentenverbindung. Er ist eine der ersten Korporationen, die auch Frauen aufnimmt und gehört dem Dachverband Akademischer Ruderbund (ARB) an.

## Geschichte
Bereits sechs Jahre vor dem Gründungstag als Korporation fanden sich August Rieck, Carl Schubert und Adolph Wackerzapp zu einem Ruderverein zusammen, welchem sie den Namen „Bonner Ruderclub“ gaben. Da es kurzzeitig mehr Paddel- als Ruderboote gab, wurde der Verein 1885 in „Kanoe-Club-Bonn“ umbenannt. Mit der Zeit wurden aber wieder mehrere Ruderboote angeschafft, sodass der Verein 1886 in „Bonner Ruderclub Rhenus“ umbenannt wurde. Die Aufnahme in den Deutschen Ruderverband erfolgte 1888. Angeregt durch Kaiser Wilhelm II., der die Förderung und Pflege des Rudersports an deutschen Hochschulen unterstützte, wandten sich der Rektor und der Kurator der Universität Bonn an den Vereinsvorstand. Sie ermutigten diesen, den Club als Korporation offiziell anzumelden. Mit Beginn des Sommersemesters 1890 ist der Akademische Ruderclub Rhenus als Korporation an der Universität Bonn angemeldet. Der 1. Mai 1890 wurde als Gründungstag festgelegt. Die Gründung des Ruderclubs Rhenus als ältester deutscher Ruderverbindung gilt als erster wichtiger Markstein in der Geschichte des akademischen Ruderwesens.

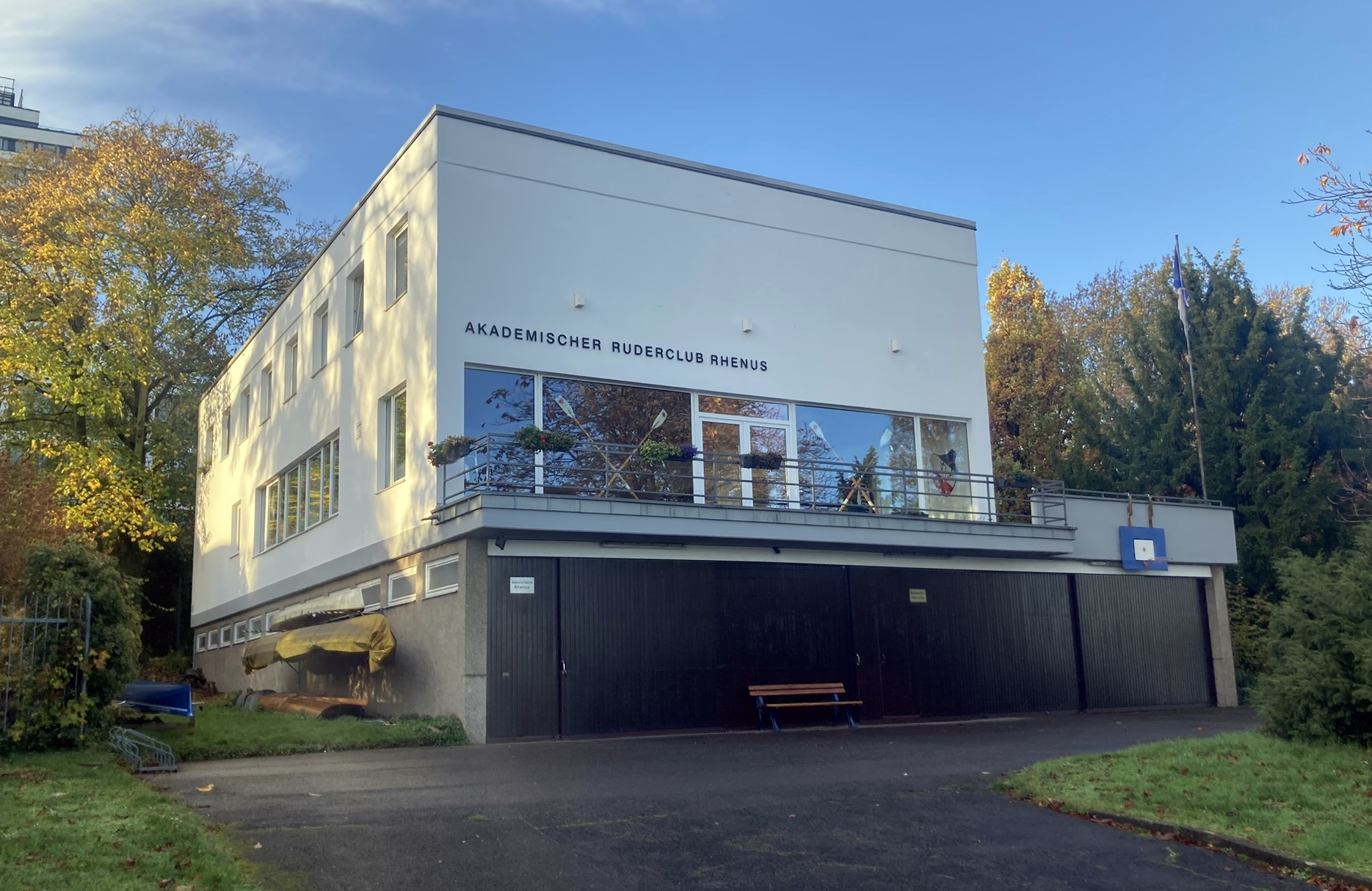
Das Clubhaus des ARC Rhenus in der Dahlmannstr. 1 in Bonn

Das im Jahr 1891 erbaute Bootshaus wurde schon im Sommer 1894 erweitert. Bereits 1897 wurde aber beschlossen, ein neues Bootshaus zu bauen, das bis 1963 genutzt wurde. Aufgrund baulicher Veränderungen durch die wachsende Bundesverwaltung bezog die Korporation 1963 ihr heutiges Haus in der Dahlmannstraße. Vorgabe des Bundes war es, dass sich die Architektur des Hauses an der im Bauhausstil errichteten und später von Hans Schwippert zum Bundeshaus umgebauten Pädagogischen Akademie orientierte.
In den 1960er Jahren durchlebte die Korporation eine Phase einschneidender Veränderungen. Traditionelle Bezeichnungen wie Füxe und Burschen wurden abgeschafft; es gab lebhafte Diskussionen über Ziele, Inhalte und Zukunft der Verbindung. Die offene Diskussion über die Zukunft der Studentinnenriege, die sich in den vorhergegangenen Jahren als einer der Pfeiler des Clublebens gezeigt hatte, begann dann im Jahr 1977. Im Juni 1979 wurde dann die Studentinnenriege in die Aktivitas und den aus dem AH-Verband entstandenen Seniorenverband integriert. Es handelt sich seitdem um eine gemischte Studentenverbindung.

## Wahlspruch
Der Wahlspruch des ARC Rhenus Bonn Αριστον μεν υδωρ („Ariston men hydōr“, übersetzt: „Das Beste zwar ist Wasser.“) stammt noch aus den Jahren vor 1890 aus dem „Canoe Club“ und wurde in den Jahren 1919 bis 1920 innerhalb der Verbindung heftigst diskutiert. Dass er so untypisch für eine Studentenverbindung ist, gefiel nicht allen Clubbrüdern, und so wurde als Alternative der Spruch „Deutsch und treu“ vorgeschlagen. Dafür fand sich aber keine Mehrheit und das Αριστον μεν υδωρ ist erhalten geblieben.

## Erfolge des Clubs beim Deutschen Meisterschaftsrudern
| Jahr | Ort       | Bootsklasse                           | Platz                    |
| ---- | --------- | ------------------------------------- | ------------------------ |
| 1942 | Berlin    | Doppelzweier                          | 3. Platz                 |
| 1944 | Wien      | Doppelzweier                          | 3. Platz                 |
| 1944 | Wien      | Leichtgewichts-Vierer ohne Steuermann | 2. Platz                 |
| 1949 | Mannheim  | Doppelzweier                          | 3. Platz                 |
| 1954 | Hannover  | Doppelzweier                          | 2. Platz                 |
| 1955 | Berlin    | Doppelzweier                          | 3. Platz                 |
| 1960 | Duisburg  | Leichtgewichts-Einer                  | Deutscher Meister        |
| 1960 | Duisburg  | Leichtgewichts-Doppelzweier           | 2. Platz                 |
| 1961 | Hannover  | Leichtgewichts-Doppelzweier           | 3. Platz                 |
| 1978 | Essen     | Leichtgewichts-Vierer ohne Steuermann | Deutscher Meister (Rgm.) |
| 1978 | Essen     | Leichtgewichts-Achter                 | 2. Platz (Rgm.)          |
| 1979 | München   | Doppelvierer                          | 3. Platz (Rgm.)          |
| 1979 | München   | Doppelvierer mit Steuerfrau           | 3. Platz (Rgm.)          |
| 1980 | Duisburg  | Doppelvierer mit Steuerfrau           | 3. Platz (Rgm.)          |
| 1981 | Essen     | Doppelvierer mit Steuerfrau           | 3. Platz (Rgm.)          |
| 1983 | Köln      | Leichtgewichts-Vierer ohne Steuermann | 2. Platz (Rgm.)          |
| 1984 | Ratzeburg | Leichtgewichts-Achter                 | 2. Platz (Rgm.)          |